# 布倫訥于
布倫訥于（挪威語：Brønnøy）是挪威諾爾蘭郡的一個市镇，行政中心为布伦讷于松。市镇面积为1,046.04平方公里，2023年人口数量为7,787人。